# Морозов, Игорь Михайлович
Игорь Михайлович Морозов (род. 4 декабря 1990, Рязань, РСФСР) – российский оперный певец (тенор), Заслуженный артист Республики Башкортостан (2023), лауреат Национальной оперной премии "Онегин" (2023), лауреат Международной профессиональной музыкальной премии BraVo (2025), лауреат международных конкурсов, ведущий солист Московского музыкального театра «Геликон-опера» под руководством Д.Бертмана, приглашенный солист Большого театра,
приглашенный солист Мариинского театра.

## Биография
Родился 4 декабря 1990 года в Рязани.
В 2001 году в возрасте 10 лет поступил в Хоровое училище им. А. В. Свешникова.
В 2002 году состоялось одно из первых значимых выступлений юного певца - концерт для Принца Чарльза Уэльского и концерт в имении династии Ротшильдов в Великобритании.
В 2002 году в БЗК в сотрудничестве с хором Сретенского монастыря под управлением иеромонаха Амвросия была записана сольная песня "Вижу чудное приволье" для одноимённого диска. Во время обучения был ведущим солистом хора мальчиков и юношей, неоднократно выступал как солист хора в городах России и за рубежом под управлением народного артиста СССР, профессора В. С. Попова.
В 2004 году состоялся сольный дебют на сцене Кремлёвского дворца съездов, где было исполнено соло мальчика в симфонической картине Говарда Шора «Властелин колец».
До 2005 года неоднократно выступал в качестве солиста хора Сретенского монастыря в концертах перед Патриархом Московским и всея Руси Алексием II и президентом Российской федерации В.В.Путиным.
В 2005 году дебютировал на Новой сцене Государственного академического Большого театра России в опере В.А.Моцарта «Волшебная флейта» в роли одного из трёх мальчиков, спел более 10 спектаклей.
В 2010 году окончил Московское хоровое училище имени А.В.Свешникова и поступил в Академию хорового искусства имени В.С.Попова. В годы обучения в Академии был ведущим солистом хора, неоднократно выступал в городах России и за рубежом под управлением кандидата искусствоведения, доцента А.К.Петрова.
В 2012 и 2013 годах состоялись сольные концерты во Франции и Германии. Дебютировал на Исторической сцене Государственного академического Большого Театра России  в июле 2013 года в постановке оперы Р. Штрауса «Кавалер розы» под управлением В.Синайского.
В 2016 году окончил Академию хорового искусства имени В. С. Попова сразу по двум специальностям: хоровое дирижирование и академическое пение (класс заслуженной артистки РФ профессора В.П. Александровой).
С 2014 солист Московского музыкального театра «Геликон-опера», где дебютировал в партии Ленского в опере Чайковского «Евгений Онегин» (режиссёр Д.Бертман) и впоследствии исполнил более 20 партий в постановках театра. Игорь Морозов участвовал в записи сольного аудио диска Дмитрия Хворостовского, вместе с великим певцом и театром «Геликон-опера» в 2015 году выступил в концертном исполнении оперы А. Рубинштейна «Демон» в Московской филармонии.
В 2017 году стал участником фестиваля «Спасская башня» на Красной площади, где спел 6 концертов.
В апреле 2018 года дебютировал на сцене испанского театра Gran Teatro del Liceo в Барселоне в партии князя Синодала,оперы Рубинштейна Демон, в июне 2018 года состаялась запись в фонде культуры оперы П.Чайковского Мазепа,где Игорь исполнил партию Андрея. В январе 2019 на сцене театра Theater an der Wien - Das Opernhaus в Вене исполнил партию Андрея в опере «Мазепа» П. Чайковского.
В феврале 2019 состоялась запись в фонде культуры оперы «Леди Макбет мценского уезда» Д. Шостаковича, где Игорь исполнил партию Зиновия Борисовича.
В мае 2019 в Геликон опере состоялась премьера оперы «Иоланта» П. Чайковского, где исполнил партию Водемона.
В мае 2019 в КЗЧ исполнил партию тенора в контате С. Танеева «По прочтении псалма», дирижер М. Плетнёв.
В июле 2019 дебютировал в опере Д. Верди «Набукко» - партия Измаил,на Saaremaa Opera Festival в Эстонии.
В августе 2019 на стадионе московского футбольного клуба ЦСКА вместе со всем стадионом исполнил песню А. Пахмутовой «Команда молодости нашей», что стало первым в истории оперы и спорта прецедентом. В октябре 2019 дебютировал на сцене театра Deutsche Oper am Rhein в Дюссельдорфе «Германия» приняв участие в Гала концерте.
В ноябре 2019 дебютировал на сцене театра Teatro Petruzzelli в Бари «Италия» в партии Владимира Ленского оперы «Евгений Онегин» П. Чайковского.
С июля 2023 года является приглашенным солистом Мариинского театра.
16 мая 2024 года принял участие в торжественном концерте, посвященном 75-летию дипломатических отношений России и Китая, который состоялся в Государственном Большом театре Китая в рамках государственного визита Президента РФ В.Путина в КНР.
Певец принимал участие в записи спектаклей для фонда телеканала «Россия-Культура» в главных партиях: Синодал (опера «Демон» А. Г. Рубинштейна, совместно с Д.Хворостовским в партии Демона), Владимир Ленский («Евгений Онегин» П.И.Чайковского), Андрей («Мазепа» П.И.Чайковского)<, Садко (опера «Садко» Н.А. Римский-Корсакова), Альфред («Травиата» Дж. Верди).
Игорь Морозов сотрудничал с такими дирижерами, как  В.Спиваков, В.Федосеев, М.Плетнёв, Ю.Темирканов,  Е.Светланов, А.Ведерников, В.Синайский, В.Гергиев, М.Татарников, В.Юровский, А.Сладковский, Ю.Башмет, А.Дзедда., Д.Фьёри, К.Тилеманн, С.Сондецкис, Я.Л.Кёниг, К.Д.Мазур, Й.Принц и др. 

## Репертуар
Партии в операх:
- Дж.Пуччини «Тоска»  – Каварадосси
- Д. Верди «Травиата»  – Альфред
- Дж. Верди «Набукко»  – Измаил
- В. А. Моцарт«Волшебная Флейта»   – Тамино
- Н.А. Римский-Корсаков «Садко» – Садко
- Н.А. Римский-Корсаков  «Царская невеста» – Лыков
- Н.А. Римский-Корсаков «Моцарт и Сальери» – Моцарт
- Н.А. Римский-Корсаков «Майская ночь» – Левко
- М.П. Мусоргский «Хованщина» – Андрей Хованский
- М.П. Мусоргский «Борис Годунов» – Василий Шуйский, Самозванец
- М.П. Мусоргский «Сорочинская ярмарка» – Грицько
- А.П. Бородин «Князь Игорь» – Владимир Игоревич
- А.Г. Рубинштейн «Демон»  – Синодал
- А.С. Даргомыжский «Русалка»  – Князь
- П.И. Чайковский «Евгений Онегин»  – Ленский
- П.И. Чайковский «Мазепа»  – Андрей, Искра
- П.И. Чайковский «Иоланта» –  Водемон
- П.И. Чайковский «Пиковая дама» – Чекалинский
- П.И. Чайковский «Черевички»  – Вакула
- С.В. Рахманинов «Алеко» – Молодой цыган
- С.С. Прокофьев «Семён Котко» – Переводчик, Семён Котко
- И. Стравинский «Царь Эдип» – Эдип
- Д. Тухманов «Царица» – Платон Зубов
- Г. Доницетти «Анна Болейн» – Харви
- Р. Штраус «Кавалер розы»  – Продавец роз
- Р. Штраус «Ариадна на Наксосе»  – Бахус
- Р. Штраус «Саломея»  –  Иудей
- Ж. Оффенбах «Прекрасная Елена»  – Ахилес
- Дж. Россини «Эрмиона»  – Аттал
- Р. Леонкавалло «Паяцы» – Беппе
- Ж. Бизе «Кармен»  – Хозе
- П. Масканьи «Сельская честь»  – Туридду
- В. Беллини «Норма»  – Поллион

Партии тенора в произведениях кантатно-ораториального жанра:
- И.С.Бах «Страсти по Иоанну» [7]
- С.Танеев «По прочтении псалма»
- К.Сен-Санс «Реквием»
- В.А.Моцарт «Реквием»
- Дж.Верди «Реквием»
- Л. ван Бетховен Симфония №9
- С.В.Рахманинов «Колокола»
- С.В. Рахманинов «Всенощное бдение»
- А.Дворжак «Stabat mater»
- Л.Десятников «Пинежское сказание о дуэли и смерти Пушкина»

В концертном репертуаре певца романсы С.В.Рахманинова и П.И.Чайковского, русские народные и неаполитанские песни, песни военных лет. 

## Выступления в других театрах
Игорь Морозов выступал на сценах самых значимых российских оперных театров: Государственного академического Большого театра, Мариинского театра, Московского театра «Новая Опера» им. Е.В.Колобова, Красноярского театр оперы и балета им. Д.А.Хворостовского, Башкирского государственного театра оперы и балета, Пермского театра оперы и балета им. П.И.Чайковского, Марийского государственного академического театра оперы и балета имени Э.Сапаева,  Бурятского театра оперы и балета имени Г. Ц. Цыдынжапова, а также Государственного Большого театра Китая.
С 2014 исполнял ведущие партии на сценах театров мира: «Gran Teatre del Liceu» (Испания), «The Royal Swedish Opera» (Швеция), «Theater an der Wien» (Австрия), «Teatro Petruzzelli Bari» (Италия), «Hrvatsko narodno kazaliste» (Хорватия), «La Monnaie De Munt» (Бельгия), «Theatro Municipal de Sao Paulo» (Бразилия), «Municipal de Santiago» (Чили), «Rahvusooper Estonia» (Эстония), «Opera de Nice» (Франция), «Deutsche Oper am Rhein» (Германия), «Latvijas Nacionala opera un balets» (Латвия), «Armenian National Opera end Ballet» (Армения), «Theatro Orchester Biel Solothurn» (Швейцария).
В декабре 2022 года дебютировал на сцене Большого театра Беларуси в партии Ленского (постановка театра "Геликон-опера", реж. Д.Бертман).
Является приглашенным солистом Мариинского театра: 
- В июле 2023 года дебютировал в Мариинском театре в партии Синодала в концертном исполнении оперы "Демон".
- В сентябре 2023 года исполнил партию Синодала в первом премьерном показе оперы "Демон".
- В октябре 2023 года состоялось первое выступление в партии Андрея в опере "Мазепа" на новой сцене Мариинского театра.
- В ноябре 2023 года состоялся дебют на Исторической сцене Мариинского театра и первое выступление в опере "Евгений Онегин" в партии Ленского.
- В феврале 2024 года дебютировал в партии Левко в опере Н.А.Римского-Корсакова «Майская ночь» на сцене Концертного зала Мариинского театра.
- В марте 2024 года дебютировал в партии Андрея Хованского в опере М.П.Мусоргского «Хованщина» Мариинского театра, показ которой прошел на Исторической сцене Большого театра в рамках обменных гастролей.
- В июне 2024 года состоялось первое выступление в партии Альфреда в опере "Травиата" на новой сцене Мариинского театра.
- В июне 2024 года исполнил партию Бахуса во втором премьерном показе оперы "Ариадна на Наксосе" на новой сцене Мариинского театра.
- В октябре 2024 года дебютировал в партии Князя в концертном исполнении оперы А.С.Даргомыжского "Русалка" в Концертном зале Мариинского театра.
- В феврале 2025 года дебютировал в партии Лыкова в опере "Царская невеста" на новой сцене Мариинского театра.
- В феврале 2025 года дебютировал в партии Грицько в концертном исполнении оперы М.П.Мусоргского "Сорочинская ярмарка" в Концертном зале Мариинского театра.
- В марте 2025 года дебютировал в партии Садко в опере "Садко" на Исторической сцене Мариинского театра.
- В мае 2025 года дебютировал в партии Владимира Игоревичав опере "Князь Игорь" на Исторической сцене Мариинского театра.
- В мае 2025 года исполнил партию Поллиона в первом премьерном показе оперы "Норма" на новой сцене Мариинского театра.[11]
- В июне 2025 года исполнил партию Андрея Хованского в опере М.П.Мусоргского «Хованщина» на новой сцене Мариинского театра.
- В июле 2025 года исполнил партию Грицько в первом премьерном показе оперы М.П.Мусоргского "Сорочинская ярмарка" в Концертном зале Мариинского театра.

Является приглашенным солистом Большого театра: 
- В сентябре 2024 года исполнил партию Владимира Игоревича в премьерном показе оперы "Князь Игорь".
- В июле 2025 года исполнил партию Семёна Котко в трех премьерных показах оперы "Семён Котко".

## Награды и достижения
- Заслуженный артист Республики Башкортостан (2023)[1]
- Лауреат Национальной оперной премии "Онегин", номинация "Гость" (2023)[2]
- Лауреат Международной профессиональной музыкальной премии BraVo, номинация «Лучший классический мужской вокал» (2025)
- Победитель Общероссийского конкурса «Молодые дарования России» (2010)
- Лауреат XVI международного конкурса вокалистов «Bella voce» (2010)
- Лауреат Московского открытого детско-юношеского фестиваля, посвященного Ф.И.Шаляпину (2008)
- Лауреат VII открытого конкурса юных вокалистов имени А. Пирогова (2000)[12], 2008, 2010)
- Лауреат Международного конкурса вокалистов имени А. Иванова (2013)
- Лауреат IX международного конкурса молодых оперных певцов Е. В. Образцовой (2013)
- Дипломант девятого международного конкурса молодых оперных певцов Е. В. Образцовой в номинации «Надежда»  (2013)
- Обладатель Премии фонда Е. Образцовой «За яркое начало в искусстве» (2014)
- Лауреат Общероссийского конкурса «Молодые дарования России» (2014)
- Финалист Российской национальной музыкальной премии в номинации «Вокалист года в классической музыке» (2016)
- Обладатель «Гран-при» Международного конкурса вокалистов Хосе Каррераса (2021)
- Лауреат XVII Международного конкурса им. П. И. Чайковского (4-я премия) (2023)[13].

## Семейное положение
С 2022 года в браке с Викторией Алексеевной Морозовой.

## Увлечения
С детства занимался греко-римской борьбой, футболом, баскетболом, настольным теннисом, спортивным ориентированием. Ездил в спортивные лагеря.
В 2018 году Игорь Морозов собрал и возглавил футбольную команду театра "Геликон-опера", которая в сезоне 2019/2020 заняла 5 место в чемпионате московских театров «Футбол как искусство», а в сезоне 2020/2021 заняла 1 место, таким образом команда "Геликон-оперы" стала чемпионом театральной футбольной лиги. 